# Quinton Griffith
Quinton Travis Peterson Griffith (St. John's, Antigua y Barbuda, 27 de febrero de 1992) es un futbolista antiguano que juega como Volante externo en el Five Islands F. C. de la Primera División de Antigua y Barbuda. Es internacional con la selección de Antigua y Barbuda.

## Carrera

### Clubes
Griffith comenzó su carrera en 2009 jugando para Golden Stars, a quienes ayudó a lograr el ascenso de la Segunda División de Antigua a la Primera División de Antigua en 2008-09.
En 2011, Griffith se transfirió al nuevo equipo Antigua Barracuda FC antes de su primera temporada en la USL Championship. Hizo su debut con Barracudas el 17 de abril de 2011 en el primer juego competitivo del equipo, una derrota por 1-2 ante Los Angeles Blues. Fichó por Charleston Battery en 2013. En 2018 fichó por el Five Islands FC de Antigua y Barbuda.

### Selección nacional
Griffith hizo su debut con la selección nacional de Antigua y Barbuda en 2009, y desde entonces ha jugado más de cincuenta partidos internacionales, anotando nueve goles. Formó parte del equipo de Antigua que participó en las etapas finales del Campeonato del Caribe 2010 y la clasificación para la Copa Mundial 2014.

## Estadísticas

### Selección nacional
| Antigua y Barbuda | Antigua y Barbuda | Antigua y Barbuda |
| Año               | Partidos          | Goles             |
| ----------------- | ----------------- | ----------------- |
| 2009              | 2                 | 1                 |
| 2010              | 7                 | 0                 |
| 2011              | 11                | 1                 |
| 2012              | 12                | 2                 |
| 2013              | 0                 | 0                 |
| 2014              | 9                 | 1                 |
| 2015              | 3                 | 0                 |
| 2016              | 6                 | 0                 |
| 2017              | 0                 | 0                 |
| 2018              | 5                 | 1                 |
| 2019              | 7                 | 1                 |
| 2020              | 0                 | 0                 |
| 2021              | 2                 | 2                 |
| Total             | 64                | 9                 |

#### Goles internacionales
| N.º | Fecha                   | Sede                                                                       | Adversario                           | Gol  | Resultado | Competencia                                           |
| --- | ----------------------- | -------------------------------------------------------------------------- | ------------------------------------ | ---- | --------- | ----------------------------------------------------- |
| 1.  | 3 de junio de 2009      | André Kamperveen Stadion, Paramaribo, Surinam                              | Guyana                               | 2 –1 | 2-1       | Copa Parbo Bier 2009                                  |
| 2.  | 2 de septiembre de 2011 | Estadio Sir Vivian Richards, St. John's, Antigua y Barbuda                 | Curazao                              | 2 –1 | 5–2       | Clasificación para la Copa Mundial de la FIFA 2014    |
| 3.  | 16 de octubre de 2012   | Estadio Nacional, Kingston, Jamaica                                        | Jamaica                              | 1 –3 | 1–4       | Clasificación para la Copa Mundial de la FIFA 2014    |
| 4.  | 9 de diciembre de 2012  | Antigua Recreation Ground, St. John's, Antigua y Barbuda                   | Trinidad y Tobago                    | 2 –0 | 2–0       | Copa del Caribe 2012                                  |
| 5.  | 3 de septiembre de 2014 | Antigua Recreation Ground, St. John's, Antigua y Barbuda                   | Anguila                              | 5 –0 | 6-0       | Clasificación Copa del Caribe 2014                    |
| 6.  | 19 de noviembre de 2018 | Estadio Pierre-Aliker, Fort-de-France, Martinica                           | Martinica                            | 2 –4 | 2–4       | Clasificación de la Liga de Naciones CONCACAF 2019-20 |
| 7.  | 11 de octubre de 2019   | Estadio Sir Vivian Richards, St. John's, Antigua y Barbuda                 | Guyana                               | 1 –0 | 2-1       | 2019-20 CONCACAF Liga de Naciones B                   |
| 8.  | 27 de marzo de 2021     | Estadio de fútbol de Bethlehem, Upper Bethlehem, Islas Vírgenes de EE. UU. | Islas Vírgenes de los Estados Unidos | 2 –0 | 3-0       | Clasificación para la Copa Mundial de la FIFA 2022    |
| 9.  | 27 de marzo de 2021     | Estadio de fútbol de Bethlehem, Upper Bethlehem, Islas Vírgenes de EE. UU. | Islas Vírgenes de los Estados Unidos | 3 –0 | 3-0       | Clasificación para la Copa Mundial de la FIFA 2022    |